# Parameiropsis magnus
Parameiropsis magnus is een eenoogkreeftjessoort uit de familie van de Parameiropsidae. De wetenschappelijke naam van de soort is voor het eerst geldig gepubliceerd in 1983 door ItôTat.